# Yuna (Final Fantasy)

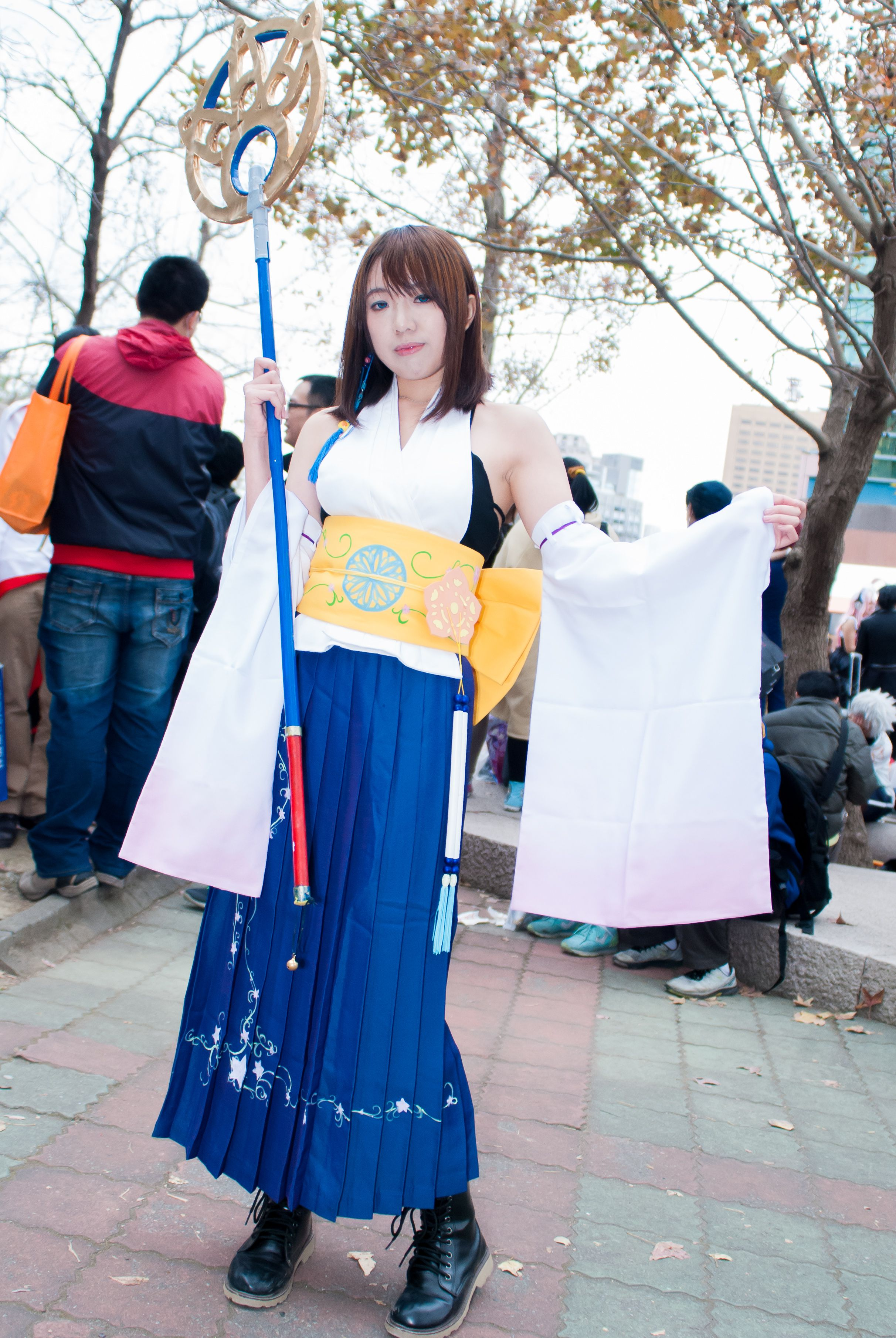
Cosplay de Yuna

Yuna (ユウナ Yūna?) es el personaje principal del videojuego Final Fantasy X junto a Tidus y además es la protagonista principal de Final Fantasy X-2 junto a Rikku y Paine, una amiga en común de ambas. Con sólo 17 años se convierte en invocadora, un don sagrado que permite a algunos elegidos poner a determinadas criaturas sobrenaturales, llamadas eones, a su servicio para el combate. El objetivo de Yuna es eliminar a Sinh mediante el uso de la "Invocación Suprema", que otorga el orador de Zanarkand. Para conseguirla, realizará un peregrinaje, junto con sus guardianes, en el cual deberán superar todas las dificultades que se presenten.

## Genealogía
Yuna es la hija del alto invocador Braska, quien 10 años antes de la trama principal destruyó a Sinh junto con sus guardianes Auron y Jecht. Vive decidida a destruir a Sinh tal y como lo hizo su padre. Pero Yuna hará historia derrotándole de manera definitiva, y trayendo la paz a Spira para siempre. Su madre era albhed, por lo que Yuna es mestiza(la razón por la que Yuna tiene heterocromia, siendo azules los de su padre y verdes los de la raza Al Bhed) La mujer se enemistó con su hermano, el tío de Yuna, Cid, por contraer matrimonio con un humano. Sólo con el paso de los años tío y sobrina se reencontrarán y reconciliarán.

## Eones
Yuna es el único personaje jugable capaz de invocar a los eones, espíritus de invocación de gran poder. Esta es la lista de Eones que Yuna consigue a lo largo de Final Fantasy X.
- Valefor: Es el primer Eón que obtiene Yuna, al convertirse en invocadora. Lo otorga el orador de Besaid. No es elemental. Su forma se asemeja a la del ave Fénix.

- Ifrit: Es el segundo. Ifrit ya ha aparecido en otras sagas de Final Fantasy. Tiene forma de demonio o bestia de fuego. Se consigue durante el juego, en el templo de Kílika.

- Ixión: Es el tercer Eón y usa el elemento del rayo. Tiene forma de unicornio. Ixion vive en el templo de Djose.

- Shivá: Es el cuarto Eón, usa el elemento hielo y tiene forma de mujer. Al igual que Ifrit ya ha aparecido en otras sagas de Final Fantasy. Lo conseguirás en el templo de Macalania.

- Bahamut: El último Eón que se obtiene en el transcurso normal del juego. No es elemental, pero es muy poderoso. Se asemeja a un dragón. Se consigue en Bevelle. Su turbo Mega Fulgor, rebasa la barrera de los 9.999 puntos de daño a todos los enemigos.

- Yojimbo: Para conseguirlo se tiene que ir a la Cueva del orador robado de la Llanura de la Calma, que se encuentra tomando el camino de debajo en el lugar donde peleas contra el golem antes de la salida hacia el Monte Gagazet. Para conseguirlo debes hablar con su orador y pagarle entre 250.000 y 300.000 guiles, con la posibilidad de "regatear". A diferencia de los otros eones, Yojimbo sólo ataca si se le paga, aunque puede llegar a hacerlo por voluntad propia sin que tengas que hacerlo. El criterio que usa se basa en el nivel de la relación que se tenga con él. Este, aumenta cada vez que Yojimbo efectúa Tres Dagas, Katana y Ultraesgrima; y desciende cada vez que efectúa Daigoro, cada vez que es retirado, cada vez que es abatido, y, sustancialmente, si la cantidad que se le paga es cero. Si el nivel de relación sube lo suficiente, las posibilidades de que Yojimbo ataque sin que le pagues serán más altas. El ataque Ultraesgrima de Yojimbo, es el más implacable de todo el juego, capaz de eliminar a cualquier enemigo sin excepción alguna de un solo golpe. La probabilidad de efectuar este ataque, dependerá del nivel de relación anteriormente mencionado y del vigor del enemigo, directamente proporcional al primero e inversamente al segundo.

- Ánima: Este Eón es contra el que se pelea anteriormente en guadoslam, el Eón de Seimour. El espíritu de Ánima es el espíritu de la madre de Seimour; ella le ayudó a tener el Eón más fuerte que existía. Anima está dividido en dos cuerpos iguales: uno se resguarda bajo tierra es el odio y la ira que usa para la acción del turbo y la otra parte es la visible, esta sobre la tierra y muestra el dolor y la tristeza que ha sufrido por ayudar a su hijo. Está encadenado para que no desahogue su poder contra quienes no debería (invocador, niños...).

Es uno de los eones más poderosos. Una vez que tengas el Barco Volador al mando, busca en las siguientes coordenadas <br> X-11-16/Y-57-63. Aparecerás en el templo de Baaj, donde caíste por primera vez en Spira. Dirigete a donde peleaste con <br> Geosgaeno, deberás luchar de nuevo con él, ya con un nivel más elevado. Al vencerlo encontraras la entrada . Si conseguiste <br> el tesoro oculto de cada templo, incluido el de Zanarkand, obtendrás a Ánima. Ten en cuenta que no puedes volver al <br> Templo de Bevelle y en algunos de los otros necesitas matar los poderosos Eones Oscuros para volver a entrar. Su turbo Caos <br> Liberado es el ataque más poderoso del juego, pudiendo rebasar la barrera de 99.999 puntos de daño a todos los enemigos.
- Hermanas Magus (de Final Fantasy IV): Son tres personajes que se comportan aireadamente. Debes pedirles que ataquen con comandos como "Dale duro" o "Unir Fuerzas". Cada hermana tiene un ataque normal y una técnica especial que puede causar hasta 99.999 puntos de daño en un enemigo. Cuando las tres hermanas han rebasado la barra de turbo, aparecerá el comando "Unir fuerzas" y realizarán el turbo Ataque Delta, que causarán repetidos daños de hasta 99.999 puntos a todos los enemigos.

Necesitas 2 objetos para conseguirlas:
Corona de flores - Necesitas derrotar al Bahamut de Belgemine en el Templo de Remiem.
Corona de pimpollos - Lo recibes del tipo en la arena de monstruos cuando captures a todos los monstruos del Monte Gagazet.
Tras esto, dirigete a la puerta sellada del templo Remiem, tras Belgemine. Para conseguirlo has de tener todos los eones ya mencionados.

## Final Fantasy X-2
Yuna será, además, protagonista de Final Fantasy X-2, junto a Rikku y Paine. Su objetivo en este juego será buscar a Tidus, el chico que amaba y que se supone murió, pues en el final del Final Fantasy X se descubre que era una imaginación creada por los oradores. Pero a principio del X-2 descubre una esfera donde aparecía un desconocido con bastante parecido a él. Al ver esta visión decide unirse a los caza-esferas con la esperanza de encontrarle. Más tarde descubrirá que en las esferas que va encontrando a quien ve son a Lenne y Shuyin, otro amor imposible, semejante al suyo. Shuyin es un chico bastante parecido a Tidus, aunque no es él. El chico utiliza una antigua arma conocida como "Vegnagun", con apariencia similar a una abeja, de un tamaño y poder mayor que el de Sinh. 
Existen varios finales para el juego, en el final bueno, Yuna se reencuentra con Tidus en Besaid; aparte, en el final perfecto se da la explicación de cómo y por qué Tidus regresó.

## Kingdom Hearts II
En Kingdom hearts 2 yuna es vista como una pequeña hada junto con Rikku y Paine. Aparecen en Bastión Hueco como unas espías que siguen las órdenes de Maléfica. Al final Sora las convence para que ayuden a León (Haciéndolas creer que este tiene muchos tesoros).
Su actriz de doblaje española es:Mar Bordallo.

## Dissidia 012 Duodecim Final Fantasy
En esta nueva entrega de Dissidia, Yuna forma parte del elenco de nuevos personajes jugables. Durante el juego tomará el ROL de invocadora, como en FFX, en donde podrá invocar, hasta ahora confirmados, los eones Shiva, Ixion y Bahamut. Como todos los personajes de este juego, Yuna, tendrá un LIMITE EX, en el cual, hará uso de todos sus eones.